# Mustallar
El pico Mustallar es una montaña perteneciente a la sierra de Ancares (España). Es una de las cimas más altas de la sierra, y también, con sus 1935 m s. n. m., el punto más alto de la provincia de Lugo y comparte su cara más escarpada con la provincia de León.

## Geología
Al igual que toda la sierra de Ancares y la cordillera Cantábrica, el Mustallar se levantó durante la última orogenia alpina. Posteriormente la acción de los glaciares excavó en la zona grandes valles de hasta 800 metros de hondura y varios kilómetros de longitud como los valles bercianos del río Burbia, que nace en sus laderas y se extiende hacia la aldea de Burbia, o del río Ancares, que se extiende desde el puerto de Ancares hasta la localidad de Vega de Espinareda. También se formaron algunos circos glaciares en las zonas más altas, como el existente en la vertiente nordeste del pico Cuiña.
La apariencia suave de la sierra de Ancares, afectada por la erosión, contrasta con las escarpadas paredes de los picos Mustallar, Peñalonga y Corno Maldito, en las zonas más elevadas, que conservan el aspecto anguloso del modelado glaciar.

## Ascensión
La subida al pico se puede realizar de forma relativamente sencilla desde el puerto de Ancares (pasando previamente por las cumbres de los picos Cuiña y Penalonga), desde la aldea de Burbia o desde la aldea de Piornedo.
En todos los casos, los caminos acaban uniéndose en el collado de Golada de Porto, desde el cual en pocos metros se corona la cima de la montaña ascendiendo por su noroeste, con una considerable pendiente pero sin demasiada dificultad. La cara norte del Mustallar es la vertiente más escarpada del pico, con desniveles rocosos de más de 400 metros.
En la cima se encuentra un pequeño cartel y un buzón en el cual los viajeros dejan sus notas.

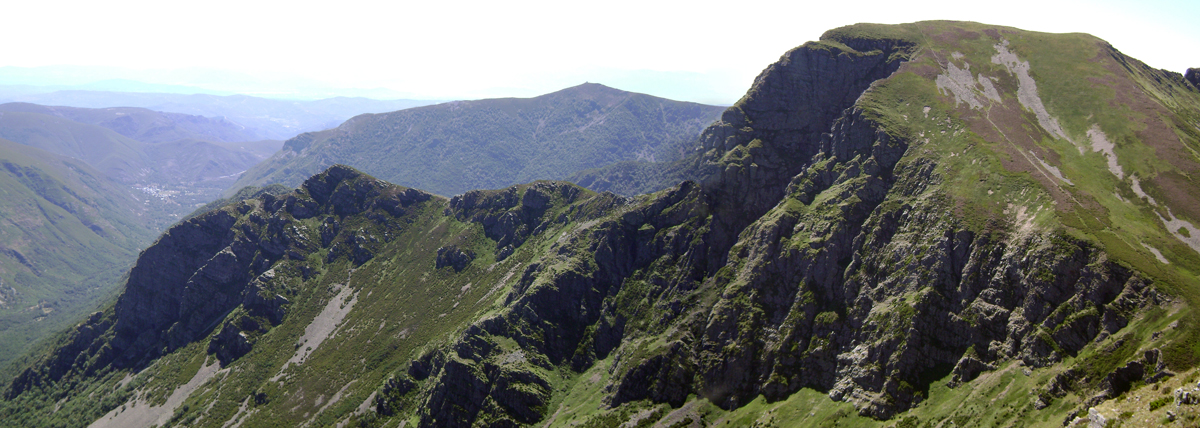
Cara norte de la cumbre del Mustallar desde el pico Penalonga. A la izquierda, al fondo, se ve el pequeño pueblo de Burbia. A la derecha de la cumbre se divisa el camino por el que se asciende a ella.